# Dobrá Voda u Pacova
Dobrá Voda u Pacova è un comune della Repubblica Ceca facente parte del distretto di Pelhřimov, nella regione di Vysočina.